# Франко, Рамон (авиатор)
Рамо́н Фра́нко (исп. Ramón Franco, 2 февраля 1896 — октябрь 1938) — испанский авиатор-пионер и политический деятель 30-х гг. XX века. Брат диктатора Франсиско Франко.

## Семья
Кроме знаменитого брата Франсиско, имел ещё одного — Николаса.

## Авиатор
Рамон начал свою карьеру в качестве пехотного офицера, провёл два года в гарнизоне своего родного городка Ферроля и затем в 1914 году отправился в Марокко. В 1920 году он вступил в ВВС Испании, что затем принесло ему всемирную известность. В 1926 году Рамон стал национальным героем, совершив трансатлантический перелёт вместе со своей командой на гидроплане «Плюс Ультра» из Европы в Аргентину. Испаноязычный мир рукоплескал авиаторам, о них писали все газеты. Впрочем, профессионалы отмечали, что летательный аппарат, использованный для перелёта, был иностранного (немецкого) производства.
В 1929 году Рамон попытался совершить новый трансатлантический перелет, но самолёт потерпел крушение и упал в море. Экипаж через несколько дней был спасён британским авианосцем.

## Политик
Рамон Франко принимал участие в нескольких заговорах, предшествующих свержению монархии и затем Гражданской войне в Испании и в конечном итоге способствовавших передаче власти его брату Франсиско. Участвовал также в Гражданской войне в Испании в звании подполковника.

## Смерть
Погиб в октябре 1938 года в результате крушения гидроплана на острове Мальорка в ходе вылета с целью бомбардировки позиций республиканцев около Валенсии. Существует точка зрения, что авиакатастрофа могла быть результатом саботажа.